# Мустафа Капи
Мустафа Капи (тур. Mustafa Kapı, нар. 8 серпня 2002, Денізлі, Туреччина) — турецький футболіст, півзахисник клубу «Адана Демірспор».

## Ігрова кар'єра

### Клубна
Мустафа Капи є вихованцем футбольної академії клубу «Денізліспор» зі свого рідного міста. Пізніше він перебрався до Стамбула, де продовжив грати за молодіжну команду «Галатасарая». 23 грудня 2018 року Капи зіграв свою єдину гру в першій команді стамбульського клуба. І став наймолодшим гравцем в історії клубу.
У вересні 2020 року футболіст перейшов до стану французького «Лілля». Але пробитися в основу він так і не зумів, зігравши лише кілька матчів у другій команді «Лілля» у Третьому дивізіоні чемпіонату Франції.
І в січні 2022 року Капи повернувся до Туреччини, де приєднався до клубу Суперліги «Адана Демірспор», з яким підписав контракт до літа 2025 року.

### Збірна
З 2015 року Мустафа Капи є гравцем основного складу юнацьких збірних Туреччини всіх вікових категорій.

## Титули
Галатасарай
 Чемпіон Туреччини: 2018/19